# Harry Brearley
Pour les articles homonymes, voir Brearley.
Harry Brearley (18 février 1871 à Sheffield – 12 août 1948 à Torquay) était un métallurgiste anglais. On lui doit l'invention en 1913 du rustless steel (« acier sans rouille ») qui sera plus tard rebaptisé acier inoxydable.

## Biographie
Harry Brearley connut des débuts modestes comme fils de fondeur. Il abandonna l'école à 12 ans pour devenir ouvrier dans une des aciéries de Sheffield avant d'être transféré au poste d'assistant général dans le laboratoire chimique de la compagnie.
Pendant plusieurs années, outre son travail au laboratoire, il étudiait chez lui et se spécialisa plus tard en suivant des cours du soir en techniques de production de l'acier et en méthodes d'analyse chimique.
Au début de la trentaine, il avait acquis une réputation de professionnel expérimenté pouvant développer des solutions astucieuses aux problèmes de mise en application industrielle en métallurgie. En 1908, deux compagnies de sidérurgie de Sheffield décidèrent d'un partenariat pour financer un projet de laboratoire (Brown Firth Laboratories) et Harry Brearley fut choisi pour diriger le projet. En étudiant comment résoudre les problèmes d'érosion des cannons d'armes à feu, il mit au point une formule d'acier fer/chrome qu'il baptisa rustless steel (« acier sans rouille ») qui sera plus tard rebaptisé « acier inoxydable » (stainless steel) par Ernest Stuart, un coutelier de la ville. La première coulée aurait eu lieu le 13 août 1913 et cette innovation lui valut de recevoir en 1920 la médaille d'or de l'Institut Bessemer pour le fer et l'acier.
Harry Brearley mourut en 1948 à Torquay, une station balnéaire du Sud de l'Angleterre.

## Développement de l'acier inoxydable
Dans les années précédant la Première Guerre mondiale, la fabrication d'armes augmenta exponentiellement en Angleterre, mais on buta sur des problèmes d'érosion à l'intérieur des canons des armes à feu. Brearley commença à chercher de nouveaux alliages plus résistants à l'érosion à haute température (et non à la corrosion comme on serait en droit de penser). Il étudia l'ajout de chrome à l'acier, dont on savait à l'époque qu'il augmenterait le point de fusion par rapport à un acier au carbone traditionnel.
Il concentra principalement sa recherche sur la quantification des effets de la variation du taux de carbone (aux environs de 0,2 % en masse) et de chrome (entre 6 et 15 %).
Afin d'étudier la microstructure de ces alliages expérimentaux, qui est le principal facteur influant sur les propriétés mécaniques, il est nécessaire de polir et d'attaquer à l'acide les échantillons. Pour un acier au carbone, une simple solution d'acide nitrique diluée dans l'éthanol (attaque Nital) suffit pour obtenir l'attaque chimique souhaitée, mais Brearley se rendit compte que les nouveaux aciers au chrome étaient très résistants à l'attaque acide.
Harry Brearley comprit le potentiel de ces nouveaux aciers, non seulement pour la résistance à l'usure à haute température des armes à feu, comme initialement prévu, mais également pour la production d'ustensiles de cuisine : coutellerie, casseroles, etc. Sheffield était en effet une ville réputée pour la fabrication de couteaux depuis le XVIe siècle. Avec ces applications à l'esprit, il expérimenta sur ses aciers les attaques des acides alimentaires comme le vinaigre et le jus de citron et obtint des résultats très prometteurs. À l'époque, les aciers aux carbone étaient impropres à un usage alimentaire s'ils n'étaient pas régulièrement polis en raison de leur tendance à se corroder. Seuls les onéreux couverts en argent sterling (argent au titre 925) ou en maillechort, permettaient d'éviter ce genre de problèmes.
Brearley baptisa ces aciers rustless steel, qui fut rebaptisé stainless steel (litt. « acier sans tache », ou « acier pur », le nom actuel anglais des aciers inoxydables) par Ernest Stuart, un coutelier local qui travaillait pour R. F. Moseley's.
Le premier « acier inoxydable » était un alliage ferreux contenant 0,24 % en masse de carbone et 12,8 % de chrome. La première coulée eut lieu dans un Four à arc électrique, le 13 août 1913.
Lors de la Première Guerre mondiale, tout projet sur l'acier inoxydable fut interrompu. Dans les années 1920 les recherches reprirent malgré le départ de Brearley de Brown Firth Laboratories en 1915 à la suite d'une dispute concernant ses droits sur les brevets. Son successeur, W. H. Hatfield (en) reprit les recherches et développa en 1924 l'acier « 18/8 » (18 % en masse de chrome et 8 % en nickel) qui est probablement le représentant le plus utilisé des aciers inoxydables fer/chrome.